# Swiss Winter University Games 2017
Die 2. Swiss Winter University Games wurden vom 10. bis zum 12. März 2017 in Saas-Fee ausgetragen. Sie war die zweite Swiss Winter University Games. Es fanden Wettkämpfe in Ski Alpin zwischen den einzelnen Universitäten und Hochschulen statt.

## Sieger
Quelle: 

### Team
Quelle: 
| Platz | Universität       | Team                     | Punkte |
| ----- | ----------------- | ------------------------ | ------ |
| 01    | Universität Basel | Sicke trick to faceplant | 3'213  |
| 02    | Universität Basel | Tiefseetauchers          | 2'976  |
| 03    | ?                 | Schwere Matrosen         | 2'746  |

### Damen
Quelle:
| Platz | Universität       | Team           | Slalom | Riesenslalom | Mix Race Jump | Speed | Total |
| ----- | ----------------- | -------------- | ------ | ------------ | ------------- | ----- | ----- |
| 01    | Universität Basel | Anja Vaes      | 160    | 200          | 160           | 200   | 720   |
| 02    | Universität Bern  | Kerstin Jerger | 180    | 180          | 200           | 136   | 696   |
| 03    | Universität Basel | Katrin Mathis  | 200    | 180          | 200           | 84    | 664   |

### Herren
Quelle:
| Platz | Universität            | Team                | Slalom | Riesenslalom | Mix Race Jump | Speed | Total |
| ----- | ---------------------- | ------------------- | ------ | ------------ | ------------- | ----- | ----- |
| 01    | Universität Basel      | Marco Studer        | 200    | 180          | 200           | 150   | 730   |
| 02    | Universität Basel      | Dominique Hohle     | 160    | 180          | 200           | 150   | 690   |
| 03    | Universität St. Gallen | Joshua auf der Maur | 200    | 200          | 145           | 136   | 681   |

## Disziplinen
| Disziplinen   | Wertung       |
| ------------- | ------------- |
| Foto Contest  | Teamwertung   |
| Riesenslalom  | Einzelwertung |
| Mix Race      | Einzelwertung |
| Speed         | Einzelwertung |
| Slalom        | Einzelwertung |
| Snow Stafette | Teamwertung   |

Die einzelnen Disziplinen der Einzelwertungen wurden pro Person zusammengezählt und den Herren bzw. Damen Sieger ermittelt.
Bei der Teamwertung wurden die Punkte der Teamwettkämpfe plus die Punkte der Teammitglieder in den Einzelwettbewerben addiert.

## SHM-Rennen
Am 8. & 9. März fand die Schweizer Hochschulmeisterschaftsrennen (SHM) als Riesenslalom statt.